# Peltohyas australis
Il piviere tortolino australiano (Peltohyas australis, Gould 1841), è un uccello della famiglia dei Charadriidae e unico rappresentante del genere Peltohyas.

## Sistematica
Peltohyas australis non ha sottospecie, è monotipico.

## Distribuzione e habitat
Questo uccello vive nell'Australia centrale e meridionale.